# Oktetno pravilo
Oktetno pravilo ili pravilo okteta je osnovno hemijsko pravilo koje odražava činjenicu da su atomi glavne grupe elemenata skloni kombinacijama u kojima svaki ima po osam elektrona u svojoj valencijskoj ljusci, dajući mu istu elektronsku konfiguraciju koju ima plemeniti gas. Ovo pravilo se posebno odnosi na ugljenik, azot, kiseonik i halogene, ali i na metale kao što su natrijum ili magnezijum.
Valentni elektroni mogu se proračunati koristeći Luisov dijagram elektronskih tačaka, kao što je prikazano na desnoj strani za ugljen dioksid. Zajednički elektroni dva atoma u kovalentnoj vezi broje se dva puta, po jednom za svaki atom. U ugljen dioksidu, svaki kiseonik ima četiri zajednička elektrona sa centralnim ugljenikom, dva (prikazana crveno) iz samog kiseonika i dva (prikazana crno) ugljenika. Sva četiri elektrona se računaju u oba skeleta: ugljenikovom oktetu i oktetu kiseonika.

## Primer:natrijum hlorid
Između parova atoma uobičajena je jonska veza, gde je jedan od parnjaka metal niske elektronegativnosti (kao natrijum), a drugi nemetal visoke elektronegativnosti (kao hlor).
Atom hlora, u vanjskoj elektronskoj ljusci ima sedam elektrona, prva i druga ljuska se pune sa dva, odnosno osam elektrona. Prvi elektronski afinitet hlora (oslobađanje energije kada hlor dobija elektrona) je +328,8 kJ po molu atoma hlora. Dodavanje drugog elektrona na hlor zahtijeva energiju, koja se ne može povratiti stvaranjem hemijske veze. Rezultat je da hlor vrlo često gradi jedinjenja u kojima ima osam elektrona u svojoj spoljašnjoj ljusci (kompletan oktet).
Natrijumov atom ima jedan elektron u najudaljenijoj elektronskoj ljusci, a prva i druga ljuska ponovo se pune sa dva, odnosno osam elektrona. Da bi se uklonio ovaj spoljašnji elektron potrebna je samo prva energija jonizacije, što iznosi +495,8  kJ po molu natrijumovog atoma, što je mala količine energije. Nasuprot tome, drugi elektron je u dubljoj drugoj elektronskoj ljusci, te je potrebna druga energija jonizacije za njegovo uklanjanje, koja je mnogo veća: +4,562,4  kJ po molu. Tako će natrijum, u većini slučajeva, izgraditi jedinjenje u kojem je izgubio jedan elektron i imati punu spoljnu ljusku od osam elektrona ili oktet.
Energija potrebna za prenos elektrona iz atoma natrijuma na atom hlora (razlika od 1. energije jonizacije natrijuma i elektronskog afiniteta hlora) je mala: 495,8-328,8 = + 167  kJ mol−1. Ovu energiju je lako nadoknadi energijom rešetke natrijum hlorida: –787,3  kJ mol−1-

## Istorija
U kasnom 19. veku bilo je poznato da se koordinaciona jedinjenja (ranije zvana „molekularna jedinjenja”) stvaraju kombinacijom atoma ili molekula na takav način da se valence atoma zadovoljavaju odvojeno.
Godine 1893, Alfred Verner je pokazao da je broj atoma ili grupa vezan za centralni atom („koordinacioni broj”) često 4- ili 6-valentan; ostali poznati koordinacioni brojevi su maksimalno do 8, ali su ređi.
Godine 1904, Ričard Abeg je bio jedan od prvih koji je proširio koncept koordinacijskog broja na koncept valencije u kojem je razlikovao atome kao donore ili akceptore elektrona, vodeći ka pozitivnom i negativnom stanju valencije, što se izvrsno uklapa u moderni koncept oksidacionog stanja. Abeg je zabeležio da razlike između maksimuma pozitivne i negativne valencije hemijskih elemenata po njegovom modelu najčešće iznose osam. Gilbert N. Luis to označava kao Abegovo pravilo i koristi ga da pomogne u objašnjavanju svog modela kockastog atoma i „pravila osam”, koji su počeli da prave razliku između valencije i valencije elektrona.
Godine 1919, Erving Langmur redefinirao je ove koncepte i preimenovao u „atom kockastog okteta” i „oktetna teorija”. „Oktetna teorija” razvila se u ono što je danas poznato kao oktetno pravilo.

## Objašnjenje u kvantnoj teoriji
Kvantna teorija atoma objašnjava osam elektrona kao zatvorene ljuske sa S2 p6 elektronskih konfiguracija. Konfiguracija zatvorene ljuske je ona u kojoj su niži nivoi energije puni, a viši nivoi prazni. Na primer, atom neona kao osnovno stanje ima punu n = 2 ljusku (2s2 2p6) i praznu n = 3 ljusku. Prema pravilu okteta, atomi neposredno pre i posle neona u periodnom sistemu (tj. C, N, O, F, Na, Mg i Al), imaju tendenciju da postignu sličnu konfiguraciju putem dobijanja, gubljenja ili zajedništva elektrona.
Atom argona ima analognu konfiguraciju 3s2 3p6. Takođe je prazna na nivou 3d, ali je na znatno većem energetskom od 3s i 3p (što nije slično atomu vodonika), tako da se 3s2 3p6, za hemijske svrhe i dalje smatra kao element sa zatvorenom ljuskom. Atomi neposredno pre i nakon argona imaju tendenciju da postignu ovu konfiguraciju u jedinjenjima. Postoje neki hipervalentni molekuli u kojima 3D nivo može imati ulogu u vezanju, iako je to kontroverzno.
Helijum, prema kvantnoj teoriji, nema nivo 1p, tako da je 1s2 zatvorena ljuska bez p elektrona. Atomi pre i posle helijuma (H i Li) slede duetno pravilo, težeći da imaju istu konfiguraciju: 1s2 kao helijum.

## Izuzeci
- Nekompletna ljuska valence:
  - Sedam vrsta elektrona su slobodni radikali sa neuparenim elektronima. Na primer, metil radikal (CH3) ima jedan neupareni elektron u neveznoj orbitali na atomu ugljenika, a bez elektrona suprotnog spina u istoj orbitali. Drugi primer je hlorni radikal koji nastaje od hlorofluorogljenika (CFCs), poznatog po štetnom uticaju na ozonski omotač.
  - Šest vrsta elektrona su vrlo reaktivni i kratkog daha. Primer su karbeni, koji imaju dva nezajednička valentna elektrona na istom atomu ugljenika u tripletnom ili jednostrukom stanju. Drugi primer je BH3, koji dimerizira u diborat (B2H6) da se postigne stabilnost.
- Ostala pravila:
  - Duetno pravilo prve ljuske — plemeniti gas helijum ima dva elektrona u spoljašnjoj ljusci koja je veoma stabilna. (Pošto ne postoji 1p podljuska, 1 s sledi odmah iza 2s i na taj način ljuska 1 može imati najviše 2 valentna elektrona). Vodoniku je potreban samo jedan dodatni elektron za postizanje stabilne konfiguracije, a litijum treba da izgubi jedan.
  - Za prelazne metale, neke klase molekula imaju sklonost da se ponašaju po 18-elektronskom pravilu kojem odgovara korištenje valentnih ljuski s, p i  d, a orbitale nastaju vezanjem i nevezujućih orbitala. Međutim, noviji teorijski modeli podržavaju varijantu duodektetnog pravila (12 elektrona) koristeći uglavnom d i s valentne orbitale.[4] Izuzimanje p orbitala za atome prelaznih metala analogno je isključivanju d orbitala za hipervalentne molekule glavne grupe atoma.

## Troelektronske veze
Neki stabilni molekulski radikali (npr. azot oksid, NO) dobija konfiguraciju okteta putem troelektronske veze koja doprinosi jednim zajedničkim i jednim nedeljenim elektronom u oktetu svakog od vezanih atoma. U jedinjenju azot oksid, oktet na svakom atomu kompletira se sa četiri elektrona od dve dvoelektronske veze, plus usamljeni par nevežućeg elektrona samo na tom atomu. Veza reda 2,5, svake dvoelektronske veze računa se kao jedna veza, dok troelektronska veza ima samo jedan zajednički elektron i stoga odgovara poluvezi.
Molekulski kiseonik ponekad predstavljen tako kao da se ponaša po pravilu okteta s dvostrukom vezom (O=O) sadrži dva para zajedničkih elektrona. Međutim, osnovno stanje ovog molekula je paramagnetno, što ukazuje na prisustvo nesparenih elektrona. Poling je predložio da ovaj molekul zapravo sadrži dve troelektronske veze i jednu normalnu kovalentnu (dvoelektronsku) vezu. Oktet se na svakom atomu onda sastoji od dva elektrona iz svake troelektronske veze, plus dva elektrona iz kovalentne veze, plus jedan usamljeni par nevežućih elektrona.

## Hipervalentni molekuli
Elementi glavne grupe u trećem i kasnijim redovima periodnog sistema mogu formirati hiperkoordinatne ili hipervalentne molekule u kojima je centralni atom glavne grupe vezan za više od četiri atoma. Takav slučaj je kod fosfor-pentahlorida, PCl5 i sumpor-heksafluorida, SF6. N aprimer, kod PCl5, ako se pretpostavi pet parova kovalentnih veza u kojima je pet odvojenih elektronskih parova zajedničkih, tada fosfor može biti okružen 10-valentnim elektronima, što „opovrgava” oktetno pravilo. U ranoj fazi razvoja kvantne mehanike, Lajnus Poling je predložio da trećeredni atomi mogu stvarati pet veza upotrebom jedne ili tri p i jedne d orbitale ili šest veza preko s, tri p i dve d orbitale. Za izgradnju pet veza, kombinuju se jedna s, tri p i jedna d orbitala za nastanak pet sp3d hibridnih orbitala, od kojih svaka ima zajednički par elektrona sa halogenim atomom, za ukupno 10 zajedničkih elektrona, dva više nego što predviđa oktetno pravilo.
Sličnost sa stvaranjem šest veza, sa šest sp3d2 hibridnih orbitala stvara se šest veza sa 12 zajedničkih elektrona. U ovom modelu dostupnost praznih d orbitala koristi se za objašnjenje činjenice da članovi trećeg reda atoma, kao što su fosfor i sumpor mogu izgraditi više od četiri kovalentne veze, dok su oni u drugom redu, kao što su azot i kiseonik strogo ograničeni pravilom okteta.
Međutim, drugi modeli opisuju vezanje koristeći samo s i p orbitale, saglasno sa pravilom okteta. Valentne veze u opisu PF5 koriste rezonancu između različitih PF4+F− struktura, tako da je svaki F vezan kovalentnom vezom u četiri strukture i jonske veze u jednoj strukturi. Svaka rezonantna struktura na P ima po osam valentnih elektrona. Opis teorije molekulskih orbitala podrazumeva da je najviša zauzeta molekulska orbitala nevezujuća orbitala koja je lokalizirana na pet atoma fluora, uz četiri zauzete vezne orbitale, tako da ponovo postoji samo osam valentnih elektrona fosfora. Ispravnost pravila okteta za hipervalentne molekule dalje podržava i ab initio proračun molekulskih orbitala, koji pokazuje da je malo učešće d funkcija u vežućim orbitalama.